# Tonči Huljić
Tonči Huljić (Spalato, 29 ottobre 1961) è un cantante croato.

## Discografia
Con Magazin
- Kokolo (1983)
- Put Putujem  (1986)

Con Madre Badessa band
- Ka Hashish (2011)

Singoli
- Pasta Italiana (feat Vojko V) (2018)